# Heorhij Afanasjew

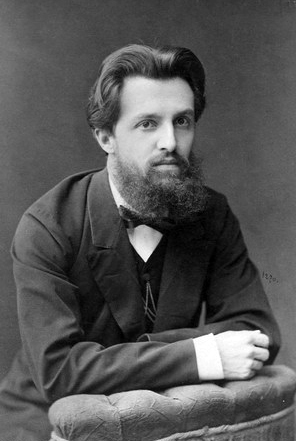
Heorhij Afanasjew vor 1925

Heorhij Omeljanowytsch Afanasjew (ukrainisch Георгій Омелянович Афанасьєв; russisch Георгий Емельянович Афанасьев/Georgi Jemeljanowitsch Afanasjew; * 28. Februar 1848 in Ufa, Gouvernement Orenburg, Russisches Kaiserreich; † 15. Dezember 1925 in Belgrad, Königreich Jugoslawien) war ein ukrainischer Historiker, Journalist und Politiker. Er war vom 14. November 1918 bis zum 14. Dezember 1918 Minister für auswärtige Angelegenheiten des Ukrainischen Staats.

## Leben
Heorhij Afanasjew ging in Orenburg zur Schule und studierte daraufhin von 1865 bis 1869 an der Neurussischen Universität in Odessa. Im Anschluss an sein Studium erhielt er an der Universität zur Vorbereitung einer Professur eine Anstellung in der Abteilung für Allgemeine Geschichte und unterrichtete parallel an einer privaten Mädchenschule Geschichte. 1877/78 leitete er die politische Abteilung der „Prawda“ in Odessa und veröffentlichte dort mehr als 200 Artikel. Von 1879 an war er  Direktor der Odessaer Gesellschaft für gegenseitigen Kredit. 1885 promovierte er an der Universität Kiew und erhielt im selben Jahr eine Assistenzprofessur an der Neurussischen Universität in Odessa.
1896 wurde er zum Direktor der Kiewer Niederlassung der russischen Staatsbank ernannt und blieb dies bis 1918. In dieser Zeit regte er auch den Bau des Gebäudes der heutigen Nationalbank der Ukraine an.
Nachdem am 29. April 1918 die Regierung der Ukrainischen Volksrepublik gestürzt wurde, holte ihn der neue Machthaber Hetman Pawlo Skoropadskyj am 3. Mai 1918 in seine Regierung, und von November 1918 bis zum 14. Dezember 1918 war er Außenminister des Ukrainischen Staates. Nach dem Zusammenbruch des Staates wanderte er nach Serbien aus und wurde zum Professor an der Universität von Belgrad gewählt, wo er bis zu seinem Tod 1925 arbeitete.